# Sofija Pekić
Sofija Pekić (en serbe : Софија Пекић), née le 15 février 1953 à Lovćenac (Voïvodine, alors en Yougoslavie actuellement en Serbie), est une joueuse yougoslave puis serbe de basket-ball.

## Palmarès
- Médaillée de bronze olympique 1980[1]
- Vice-championne d'Europe 1978
- Troisième du championnat d'Europe 1980